# Саламури

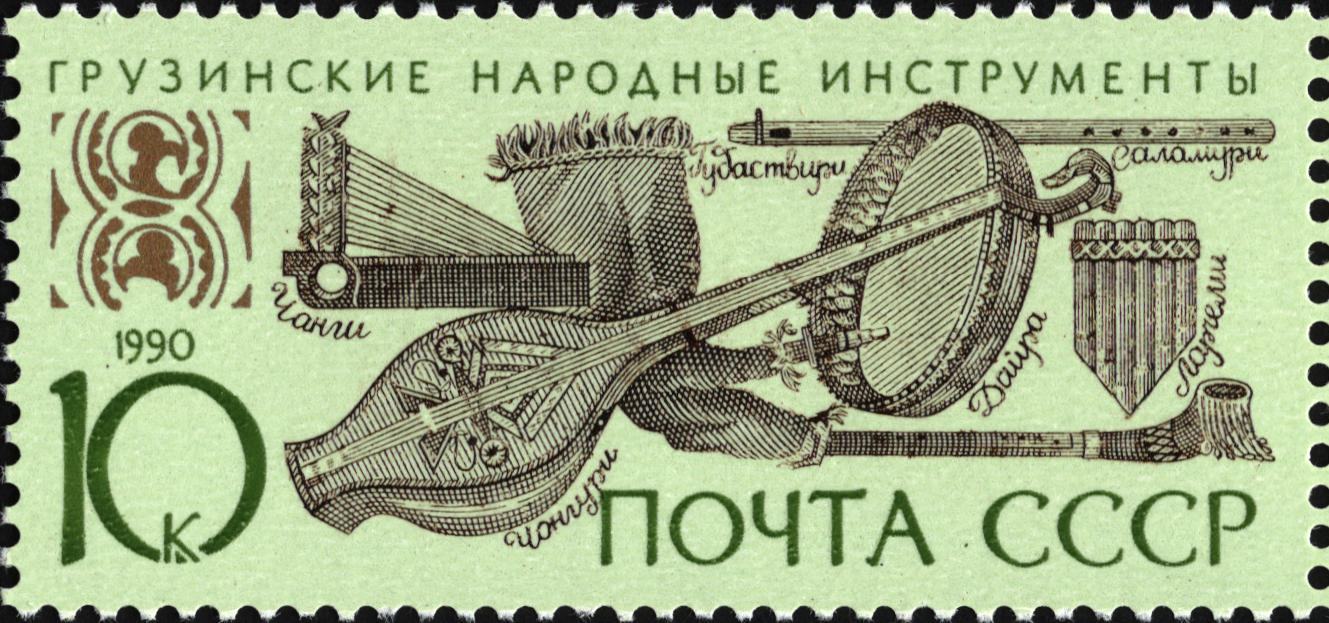
Саламури на почтовой марке СССР

Саламури — грузинский духовой музыкальный инструмент типа флейты со свистковым устройством. Изготовляется из дерева или камыша; возможно также существование костяных саламури. Длина 240—270 мм. Саламури имеет от пяти до семи боковых отверстий для изменения высоты звуков. Звукоряд диатонический. Известна также как «Пастушья флейта». В Грузии существуют два вида саламури, сохранившиеся до наших дней: языковый саламури и саламури безъязычный. Эти два вида саламури отличаются друг от друга материалом, формой, звукопостроением и диапазоном.
Саламури упоминается в стихотворении Иосифа Сталина «Когда луна своим сияньем…», которое было опубликовано в газете «Иверия» (№ 2030 за 22 сентября 1895 года). Доктор философии Дональд Рейфилд отмечал в нём религиозный колорит (в грузинском оригинале присутствует фраза «радуется душа моя») и контраст между насилием в обществе и природе, с одной стороны, и кротостью птиц, музыки и певцов, с другой стороны.